# 제3회 유럽 영화상
제3회 유럽 영화상의 시상식에 관한 내용이다.

## 수상 및 후보

### 유러피안 작품상
- 오픈 도어스 - 지아니 아멜리오 수상

### 유러피안 여우주연상
- 아 카르멜라 - 카르멘 마우라 수상

### 유러피안 남우주연상
- 헨리 5세 - 케네스 브래너 수상

### 유러피안 각본상
- 얼지마 죽지마 부활할거야 - Vitali Kanevsky 수상

### 유러피안 촬영상
- 오픈 도어스 - 토니노 나르디 수상

### 유러피안 미술감독상
- 시라노 - 에지오 프리게리오 외 1명 수상

### 유럽영화아카데미 평생공로상
- 안제이 바이다 수상

### 유럽영화아카데미 다큐멘터리상
- 뉴 타임즈 앳 크로스로드 스트리트 - Iwars Seletskis 수상

### 올해의 유럽영화 신인상
- 헨리 5세 - 케네스 브래너 수상
- 오픈 도어스 - Ennio Fantastichini 수상

### 심사위원특별상
- 오픈 도어스 - 지안 마리아 볼론트 수상
- 디셈버 브라이드 - 타데우스 오설리번 수상

### 올해의 여우조연상
- 수호천사 - Malin Ek 수상

### 올해의 남우조연상
- MATJ (Mother) - Dimitrij Pevsov 수상

### 유럽영화 우수협회상
- Association of Filmmakers of the USSR 수상